# منتخب فنلندا لاتحاد الرغبي للسيدات
منتخب فنلندا لاتحاد الرغبي للسيدات هو المنتخب الرسمي الذي يمثل فنلندا في المنافسات الدولية في اتحاد الرغبي للسيدات. ظهر لأول مرة دوليًا في عام 2007.